# هيرام (أوهايو)
هيرام (بالإنجليزية: Hiram, Ohio)‏ هي بلدة تقع في الولايات المتحدة في مقاطعة بورتج، أوهايو. يقدر عدد سكانها بـ 1,406 نسمة ومساحتها 2.41 كم2 ووترتفع عن سطح البحر 382 متر.

## التركيبة السكانية
قام مكتب تعداد الولايات المتحدة بتحديد بيانات التركيبة السكانية لهيرام في تعداد الولايات المتحدة. في ما يلي، التركيبة السكانية حسب تعدادي 2000 و2010.

### تعداد عام 2000
بلغ عدد سكان هيرام 1,242 نسمة بحسب تعداد عام 2000، وبلغ عدد الأسر 234 أسرة وعدد العائلات 147 عائلة مقيمة في القرية. في حين سجلت الكثافة السكانية 1,367.2 نسمة لكل ميل مربع (527.9/كم2). وبلغ عدد الوحدات السكنية 249 وحدة بمتوسط كثافة قدره 274.1 نسمة لكل ميل مربع (105.8/كم2).
وتوزع التركيب العرقي للقرية بنسبة 91.22% من البيض و 1.45% من الأمريكيين ذوي الأصول الآسيوية و 5.39% من الأمريكيين الأفارقة و 1.53% من عرقين مختلطين أو أكثر.
بلغ عدد الأسر 234 أسرة كانت نسبة 33.3% منها لديها أطفال تحت سن الثامنة عشر تعيش معهم، وبلغت نسبة الأزواج القاطنين مع بعضهم البعض 48.3% من أصل المجموع الكلي للأسر، ونسبة 12.4% من الأسر كان لديها معيلات من الإناث دون وجود شريك، وكانت نسبة 36.8% من غير العائلات. تألفت نسبة 28.2% من أصل جميع الأسر من أفراد ونسبة 3.8% كانوا يعيش معهم شخص وحيد يبلغ من العمر 65 عاماً فما فوق. وبلغ متوسط حجم الأسرة المعيشية 3.04، أما متوسط حجم العائلات فبلغ 2.44.
بلغ العمر الوسطي للسكان 21 عاماً. وكانت نسبة 13.0% من القاطنين تحت سن الثامنة عشر، وكانت نسبة 58.5% بين الثامنة عشر والأربعة وعشرون عاماً، ونسبة 15.4% كانت واقعةً في الفئة العمرية ما بين الخامسة والعشرون حتى والأربعة وأربعون عاماً، ونسبة 9.4% كانت ما بين الخامسة والأربعون حتى الرابعة والستون، ونسبة 3.7% كانت ضمن فئة الخامسة والستون عاماً فما فوق. يوجد لكل 100 أنثى 92.0 ذكر، ويوجد لكل 100 أنثى في الثامنة عشر من عمرها فما فوق 91.8 ذكر.
بلغ متوسط دخل الأسرة في القرية 45,417 دولار، أما متوسط دخل العائلة فبلغ 50,139 دولار. وكان متوسط دخل الذكور 36,932 دولار مقابل 25,625 دولار للإناث. وسجل دخل الفرد الخاص بالقرية 17,734 دولار. وكانت نسبة 1.4% من العائلات ونسبة 4.3% من السكان تحت خط الفقر، وكان من هؤلاء نسبة 2.1% تحت سن الثامنة عشر ولا أحد منهم في الخامسة والستين من العمر وما فوق.

### تعداد عام 2010
بلغ عدد سكان هيرام 1,406 نسمة بحسب تعداد عام 2010، وبلغ عدد الأسر 228 أسرة وعدد العائلات 120 عائلة مقيمة في القرية. في حين سجلت الكثافة السكانية 1,511.8 نسمة لكل ميل مربع (583.7/كم2). وبلغ عدد الوحدات السكنية 248 وحدة بمتوسط كثافة قدره 266.7 لكل ميل مربع (103.0/كم2).
وتوزع التركيب العرقي للقرية بنسبة 85.3% من البيض و 0.4% من الأمريكيين الأصليين و 3.3% من الأمريكيين ذوي الأصول الآسيوية و 8.2% من الأمريكيين الأفارقة و 2.1% من عرقين مختلطين أو أكثر.
بلغ عدد الأسر 228 أسرة كانت نسبة 25.4% منها لديها أطفال تحت سن الثامنة عشر تعيش معهم، وبلغت نسبة الأزواج القاطنين مع بعضهم البعض 38.6% من أصل المجموع الكلي للأسر، ونسبة 8.3% من الأسر كان لديها معيلات من الإناث دون وجود شريك، بينما كانت نسبة 5.7% من الأسر لديها معيلون من الذكور دون وجود شريكة وكانت نسبة 47.4% من غير العائلات. تألفت نسبة 31.1% من أصل جميع الأسر من أفراد ونسبة 8.8% كانوا يعيش معهم شخص وحيد يبلغ من العمر 65 عاماً فما فوق. وبلغ متوسط حجم الأسرة المعيشية 3.01، أما متوسط حجم العائلات فبلغ 2.35.
بلغ العمر الوسطي للسكان 21 عاماً. وكانت نسبة 8.1% من القاطنين تحت سن الثامنة عشر، وكانت نسبة 69.7% بين الثامنة عشر والأربعة وعشرون عاماً، ونسبة 7.1% كانت واقعةً في الفئة العمرية ما بين الخامسة والعشرون حتى والأربعة وأربعون عاماً، ونسبة 10.3% كانت ما بين الخامسة والأربعون حتى الرابعة والستون، ونسبة 4.8% كانت ضمن فئة الخامسة والستون عاماً فما فوق. وتوزع التركيب الجنسي للسكان بنسبة 48.7% ذكور و51.3% إناث.